# Dyana Calub
Dyana Calub (n. 28 noiembrie 1975, Bourke⁠(d), Noul Wales de Sud, Australia) este o înotătoare ce a reprezentat Australia, medaliată olimpică. A participat la o ediție a Jocurilor Olimpice (2000) în care a câștigat două medalii de argint.